# Kitano Tenman-gū
Le Kitano Tenman-gū (北野天満宮), autrefois le Kitano-jinja (北野神社), est un sanctuaire shinto (宮, gū) situé dans le quartier Kamigyō-ku de Kyōto au Japon. Fondé en 947, il est voué au culte du dieu Tenjin (assimilé à Sugawara no Michizane).

## Historique

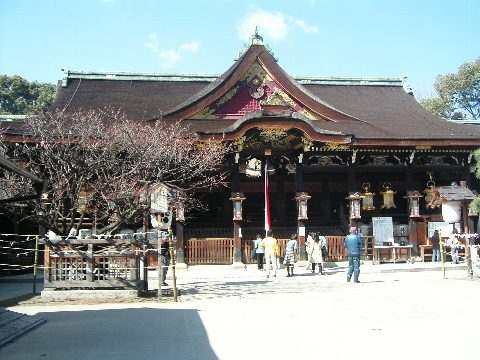
Le haiden ou bâtiment de culte.

Le sanctuaire a été construit en 947 pour apaiser l’esprit de l’érudit et homme d’État Sugawara no Michizane après sa mort en exil à la suite d'un complot politique fomenté par le clan Fujiwara. La légende raconte ainsi qu’après sa mort son esprit vengeur revint sur terre sous forme d’un dieu du tonnerre pour tourmenter ses ennemis car plusieurs incendies et morts prématurées ont suivi la mort de Michizane.
Le sanctuaire est placé sous la tutelle de l’État durant l’époque de Heian primitive, faisant partie des vingt-deux sanctuaires (Nijūni-sha) spécialement honorés par la cour. En 965, l’empereur Murakami décide de nommer des messagers impériaux, nommés jeihaku, auprès de seize sanctuaires pour informer les kamis protecteurs du Japon des événements importants ; en 991, l’empereur Ichijō inclut trois temples de plus, dont le Kitano. Par la suite, le culte de Tenjin se répand si bien que plus de mille sanctuaires sont liés au Kitano Tenman-gū.
En 1607, Hideyori Toyotomi organise une série de constructions sur le site — les trois bâtiments principaux (aujourd'hui classés) — dans un style gongen-zukuri (権现造). De 1871 à 1946, le sanctuaire est officiellement classé comme kanpei-chūsha (官幣中社), soit la deuxième catégorie des sanctuaires les plus importants du pays.

## Culte de Tenjin

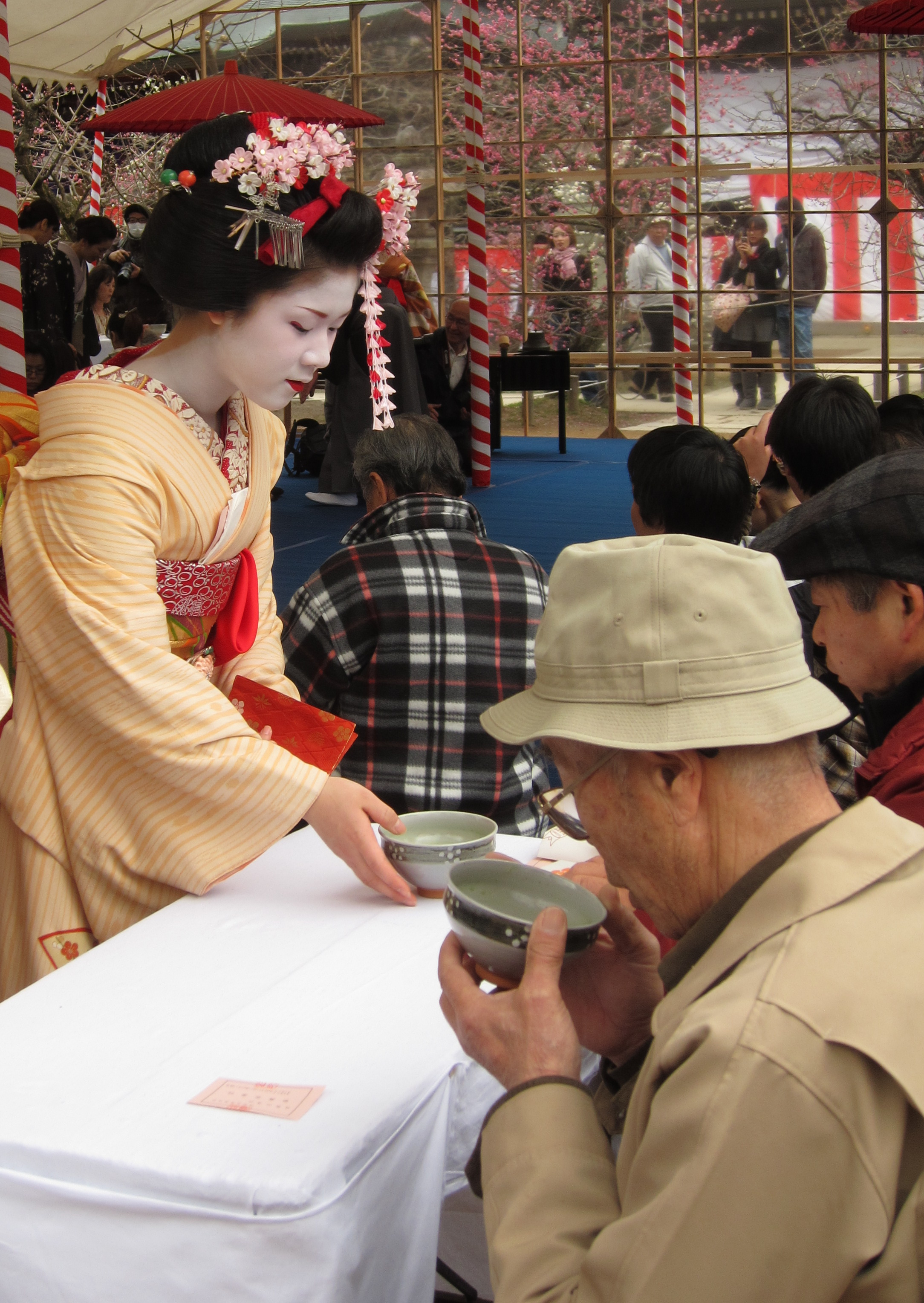
Une maiko (apprentie geisha) servant du thé lors du baikasai (festival des ume).

Le temple a pour fonction, à l’origine, d’apaiser l’esprit de Sugawara no Michizane ; puis en 986, ce dernier est déifié sous le titre de Tenjin comme dieu protecteur des lettres et des arts.
L’arbre favori de Michizane, l’ume rouge et blanc (ou abricotier du Japon), prolifère sur les lieux, si bien que la période de floraison attire une foule importante. Le festival des ume (梅花祭, baikasai) se tient d’ailleurs depuis neuf cents ans tous les 25 février, jour anniversaire de la mort de Michizane. Depuis 1952, une cérémonie du thé en extérieur (野点, nodate) y est organisée par les geishas et apprenties maiko du quartier voisin de Kamishichiken (un hanamachi) ; thé et wagashi sont servis à quelque trois mille personnes,. L'année 1952 fut en effet celle du 1 050e anniversaire de la mort de Sugawara no Michizane, où un imposant festival eut lieu, s’inspirant de la cérémonie de thé historique tenue en 1587 au sanctuaire par Toyotomi Hideyoshi (Kitano ochakai).

Le Kitano Tenman-gū est aussi populaire auprès des étudiants qui y prient pour le succès de leurs examens, Michizane ayant, de fait, été un lettré érudit. Le 25 de chaque mois, le sanctuaire accueille un marché aux puces, tout comme le temple Tō-ji, aussi à Kyōto. Ce fait a d’ailleurs inspiré un proverbe local : « Temps clément au marché du Tō-ji, temps pluvieux au marché de Tenjin » (le temps à Kyōto étant notoirement inconstant).

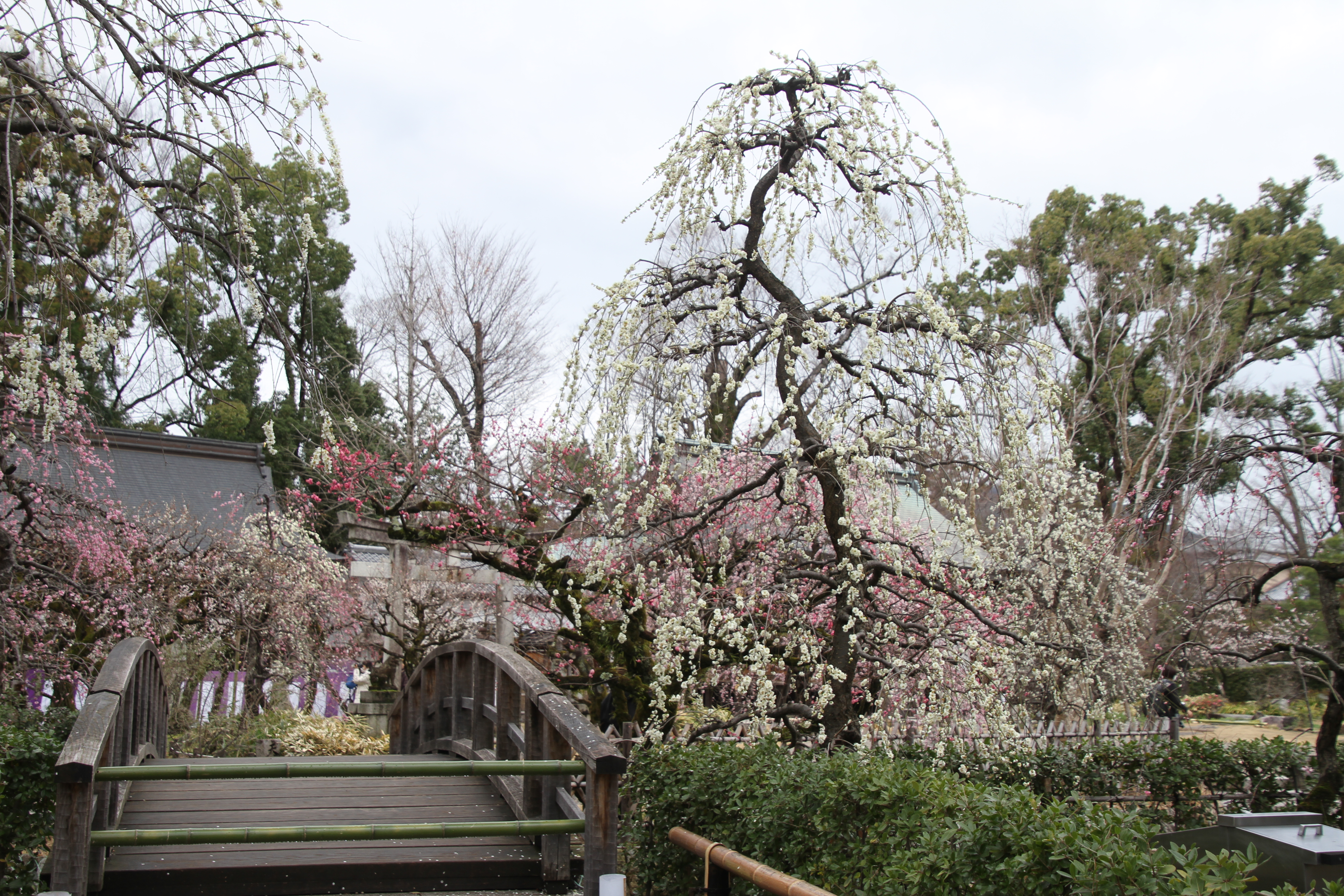
Ume festival au sanctuaire
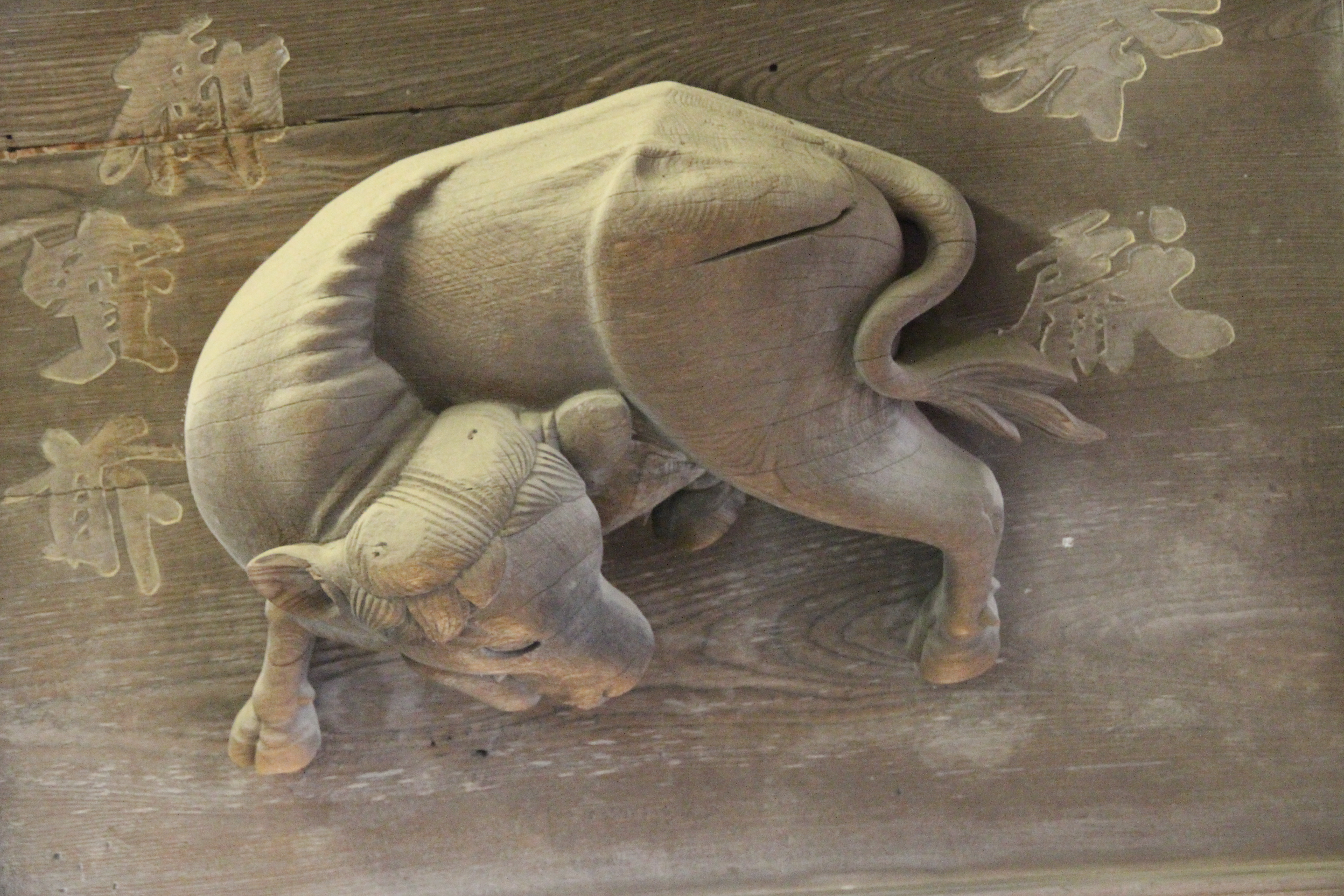
Le symbole de Tenjin
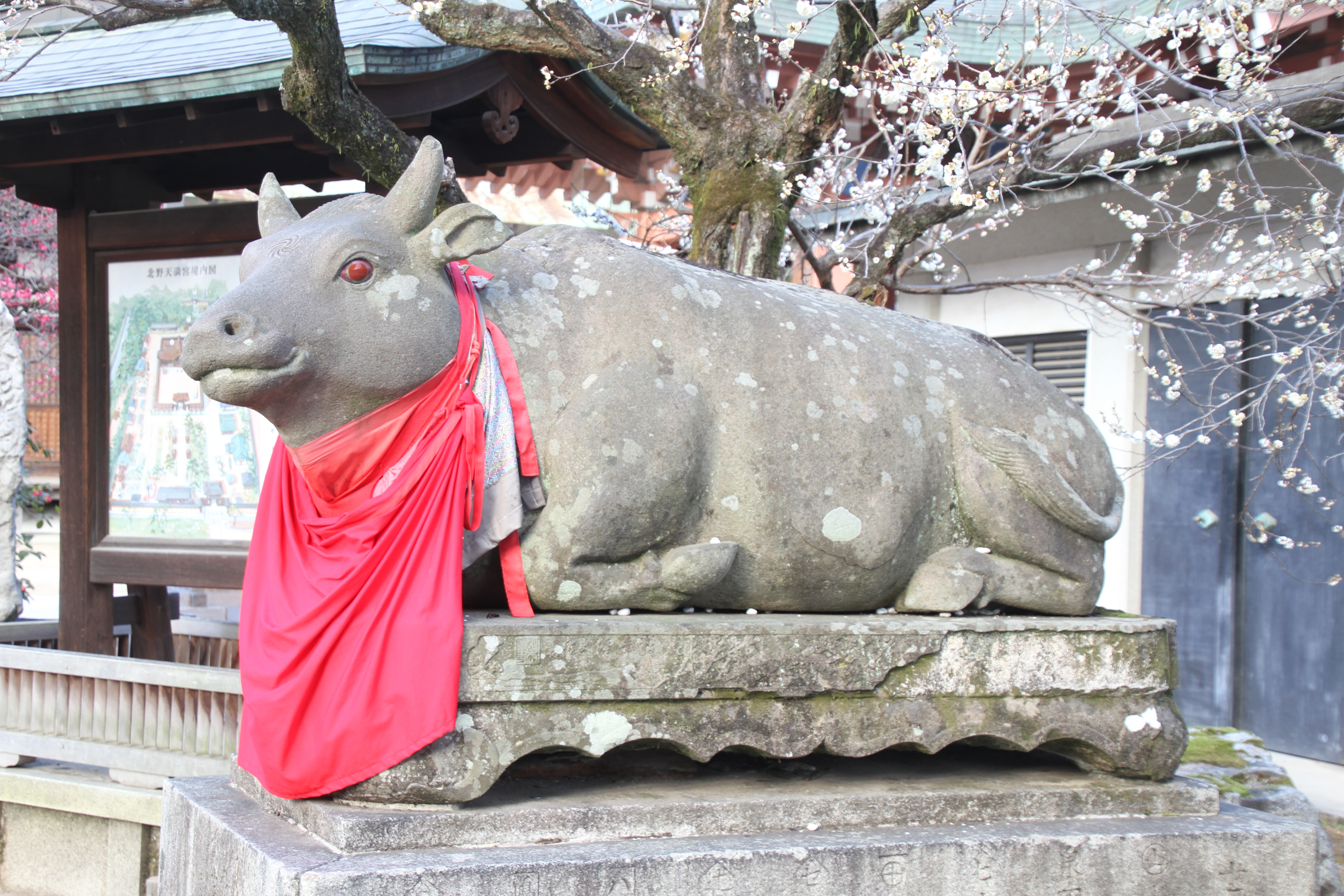
Le bœuf messager de la divinité

## Patrimoine

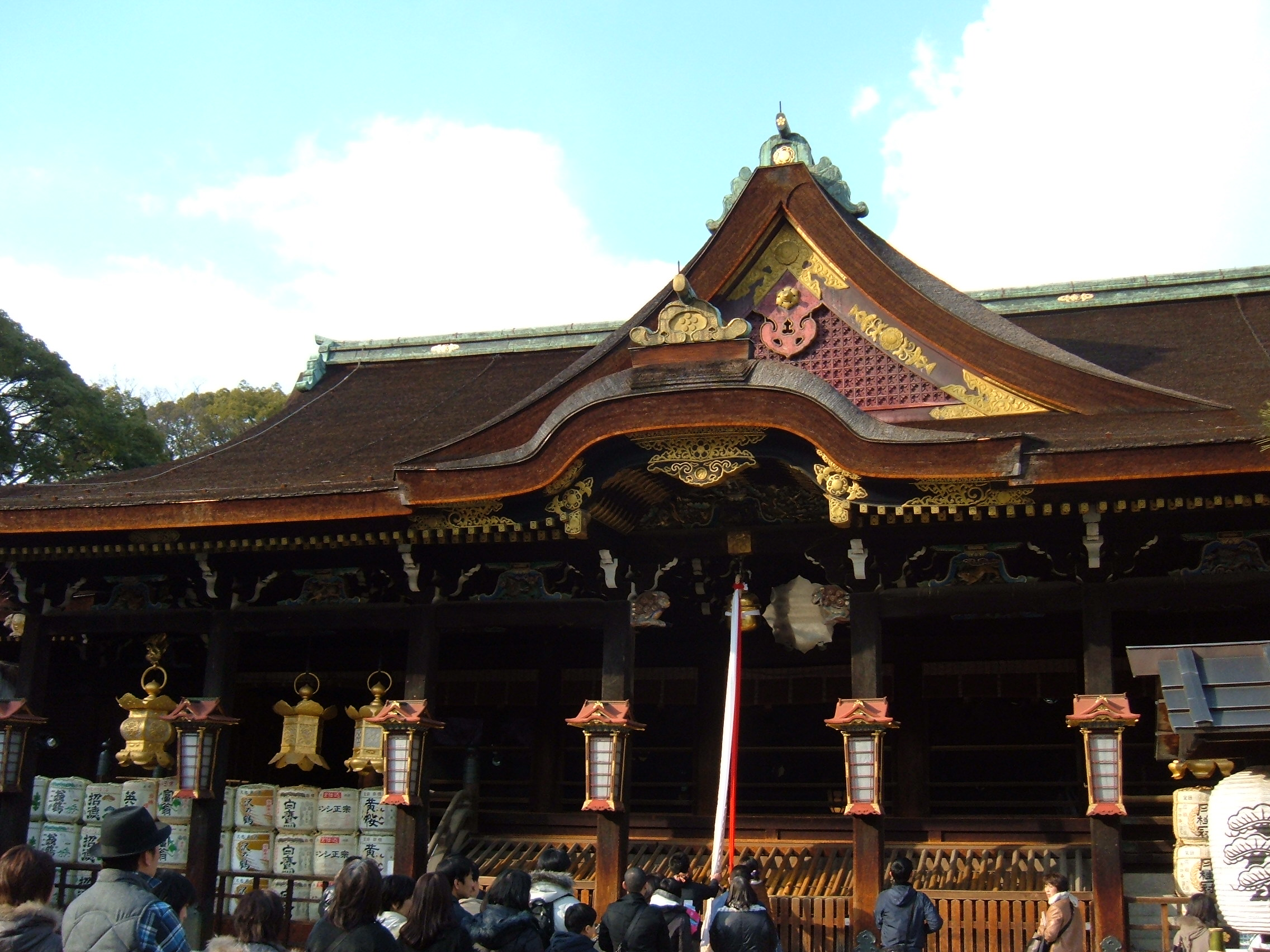
Façade du honden ou bâtiment principal.

Plusieurs œuvres d’art et composants architecturaux du sanctuaire ont été classés trésors nationaux du Japon. Parmi eux figurent notamment le bâtiment principal (honden), la pièce de pierre (ichi no ma), le bâtiment de culte (haiden) et la pièce de musique (gaku no ma). Parmi les œuvres d’art se trouvent également la première version du Kitano Tenjin engi emaki.

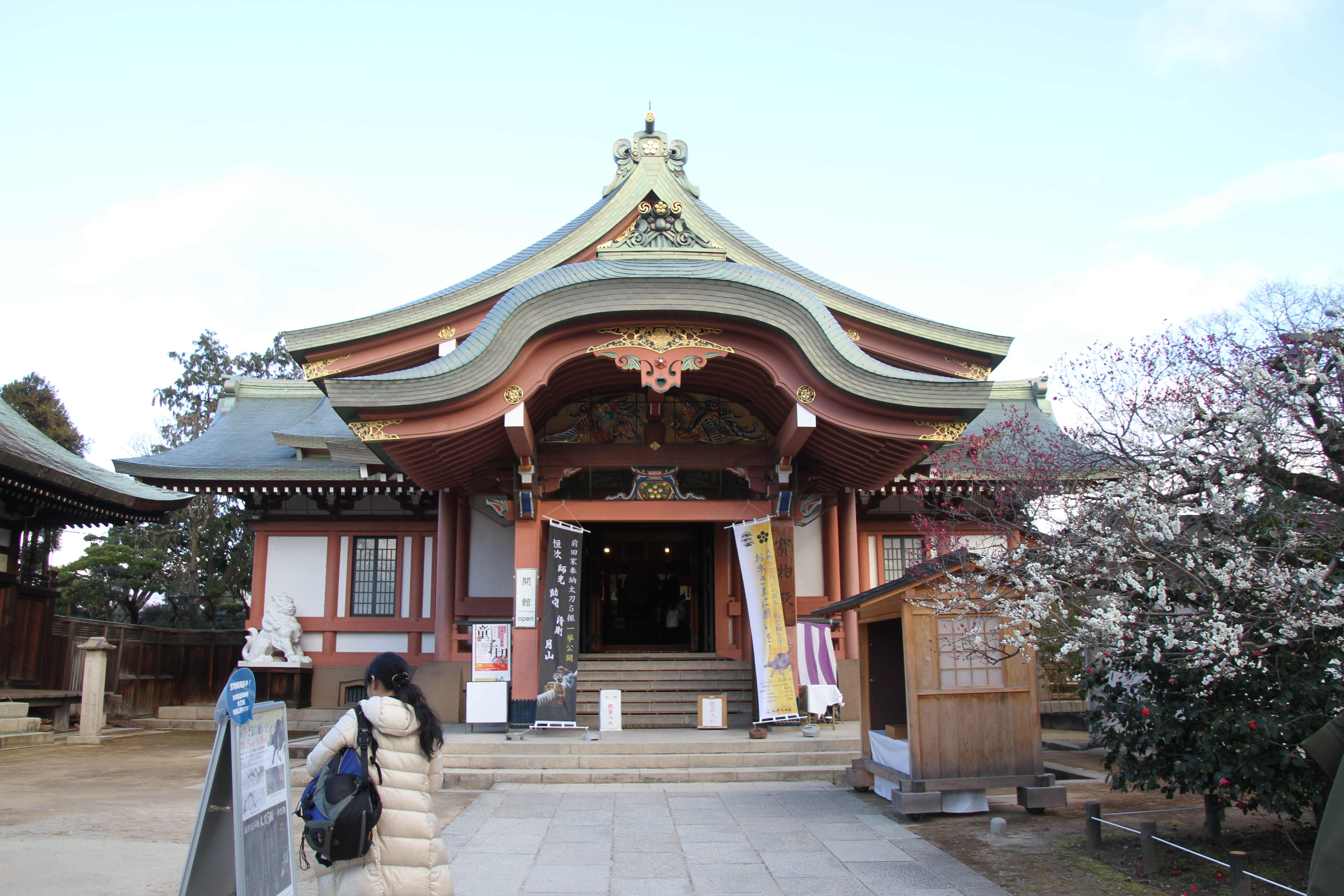
Houtsouden bâtiment du trésor

## Historiographie
La légende de la fondation du Kitano Tenman-gū (Kitano Tenjin engi) a été complétée au début de l’époque de Kamakura (une première version entre 1190 et 1199, une seconde entre 1214 et 1219) sous l’impulsion de moines bouddhistes (un nom ressort en particulier, celui du moine Tendai Jien). La fondation a aussi été couchée sur une trentaine d’emaki (rouleaux narratifs peints) du XIIIe au XIXe siècle nommés Kitano Tenjin engi emaki ; la première version, et la plus réputée, date de 1219 et fut donnée au sanctuaire par Kujō Michiie.